# Refugie van de abdij van Marienweerd
De refugie van de abdij van Marienweerd  is een historisch gebouw in het centrum van de Nederlandse stad Culemborg, provincie Gelderland. Het refugiehuis heeft in de loop der eeuwen diverse bestemmingen gehad, waaronder een bioscoop.

## Geschiedenis
De oudste vermelding van het pand dateert uit 1453: Gerard II van Culemborg droeg het huis toen aan zijn broer Everwijn over, als onderdeel van de erfenis van hun ouders. Everwijn bewoonde jarenlang dit huis en overleed er in 1502. Omdat hij kinderloos was, kwam het huis in bezit van Jasper van Culemborg, de opvolger van Gerard II.
In 1512 verkocht de dochter van Jasper, Elisabeth van Culemborg, het huis aan de abt van de norbertijnenabdij van Marienweerd. De kloosterlingen wilden het pand gebruiken als refugiehuis, oftewel vluchthuis. De abdij werd namelijk regelmatig aangevallen en geplunderd door rondtrekkende legers en bendes, en het refugiehuis kon de monniken een veilige verblijfplaats bieden binnen de stadsmuren van Culemborg. De abdij zou overigens in 1567 dermate verwoest worden, dat zij ophield te bestaan. In 1584 kwam het refugiehuis uiteindelijk terecht op een lijst met te verkopen bezittingen van de verwoeste abdij.
In 1608 werd het in pandschap gegeven aan de laatste coadjutor van de abdij, Frederik van Winssen. Deze Van Winssen had het katholieke geloof inmiddels ingeruild voor het protestantisme en heeft jarenlang burgemeestersambten in Culemborg bekleed. Hij was tevens getrouwd en had een zoon, Johan, die het huis erfde toen Frederik in 1617 overleed. Ook Johan heeft het ambt van burgemeester bekleed. In 1629 verkocht zijn weduwe het huis aan Johan van Plettenburg, drost van Culemborg. Tot 1738 fungeerde het voormalige refugiehuis als woonplaats voor de drosten.
Eind 18e/begin 19e eeuw zijn zowel het voor- als het achterhuis verhoogd. De voorgevel kreeg bepleistering.
In het midden van de 19e eeuw bevond zich een school in het pand. Later werd het gebruikt door hotel De Nieuwe Bak en Hotel Assman, totdat in 1930 het Luxor-theater zich in het pand vestigde. Ten behoeve van deze bioscoop annex schouwburg werd een theaterzaal in de tuin gebouwd.
In de jaren 70 waren er plannen om het gehele pand af te breken, zodat het naastgelegen Elisabeth Weeshuis beter zichtbaar zou worden vanaf de straatzijde. Dit plan ging niet door en de gemeente besloot het refugiehuis aan te kopen vanwege de historische waarde. De restauratie liet echter op zich wachten en het pand stortte steeds meer in. Uiteindelijk kon met gebruikmaking van rijkssubsidies voor woningen voor kleine huishoudens, worden overgegaan tot een verbouwing tot woonhuis met 15 appartementen. In 1978 werd begonnen met het afbreken van het theatergedeelte. Bij de sloopwerkzaamheden stortte overigens een deel van de ernaast gelegen poort van het Weeshuis in.

## Beschrijving
Het voorhuis had oorspronkelijk aan weerszijden trapgevels. Aan de achterzijde bevindt zich een achterhuis dat evenwijdig loopt met het voorhuis, en een eigen zadeldak en trapgevels heeft. Dit achterhuis is deels onderkelderd.
Van het oorspronkelijke middeleeuwse pand is weinig over gebleven, doordat vrijwel de gehele binnenzijde is afgebroken. Van de voorgevel is alleen het gedeelte van de begane grond bewaard. Het tegenwoordige pand is daarmee grotendeels een 20e-eeuwse reconstructie.

## Herenstraat
De Herenstraat was oorspronkelijk een onderdeel van de Achterstraat. Dit gedeelte van de Achterstaat stond reeds in de 17e eeuw ook bekend als ‘Heerestraat’, verwijzend naar de monniken in het refugiehuis: deze norbertijners droegen een witte habijt en werden ‘witheren’ genoemd.